# Georg Ludwig von Puttkamer

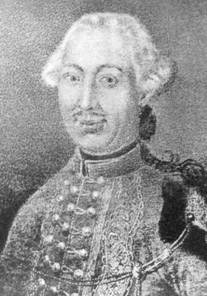
Georg Ludwig von Puttkamer

Georg Ludwig von Puttkamer (* 11. April 1715 in Versin; † 12. August 1759 bei Kunersdorf) war ein königlich-preußischer Generalmajor und Gutsherr zu Pawonken und Petrowice in Oberschlesien.

## Familie
Georg Ludwig von Puttkamer entstammte dem hinterpommerschen Adelsgeschlecht Puttkamer und war der dritte Sohn des Gutsherren zu Versin und Viartlum (mit Anteilen an Reinwasser und Vorwerk Dulzig) Andreas Joachim von Puttkamer (* 12. September 1665 in Versin; † 14. Juni 1721 in Klein Volz) und der Margarethe Dorothee von Below (* 10. Oktober 1684 in Klein Machmin; † 11. od. 12. August 1755 in Versin). Georg Ludwig hatte sieben Schwestern und drei Brüder, wovon ein Bruder und vier Schwestern sehr jung verstarben. Sein älterer Bruder Nikolaus Lorenz von Puttkamer stieg in der Preußischen Armee bis zum Generalleutnant auf.
Georg Ludwig von Puttkamer war mit Luise von Weißenfels verheiratet und hatte zwei Töchter und zwei Söhne; von einem sehr jung verstorbenen weiteren Kind gibt es keine weiteren Überlieferungen.

## Leben und militärischer Werdegang

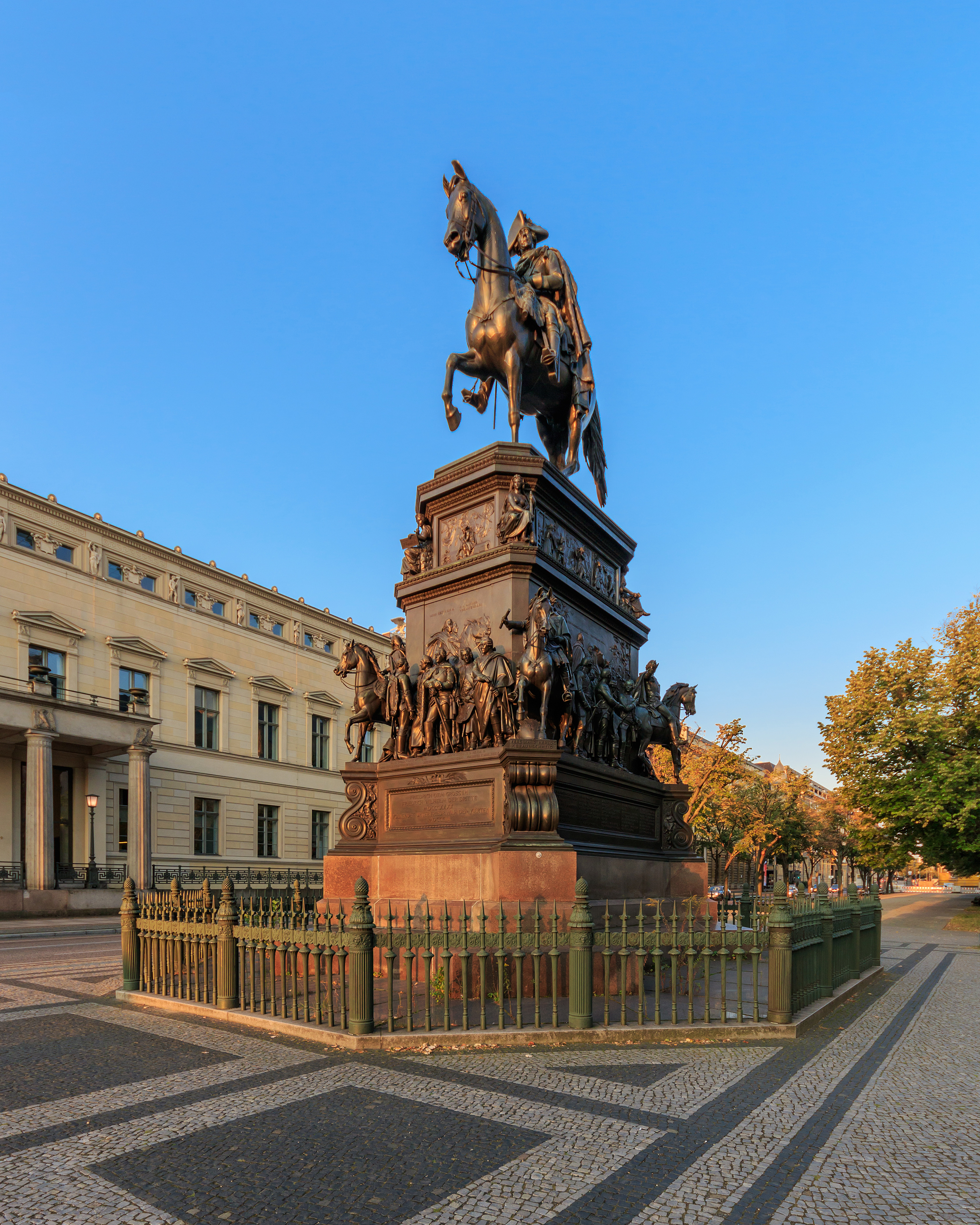
Reiterstandbild Friedrichs des Großen, von Christian Daniel Rauch, Berlin 1851

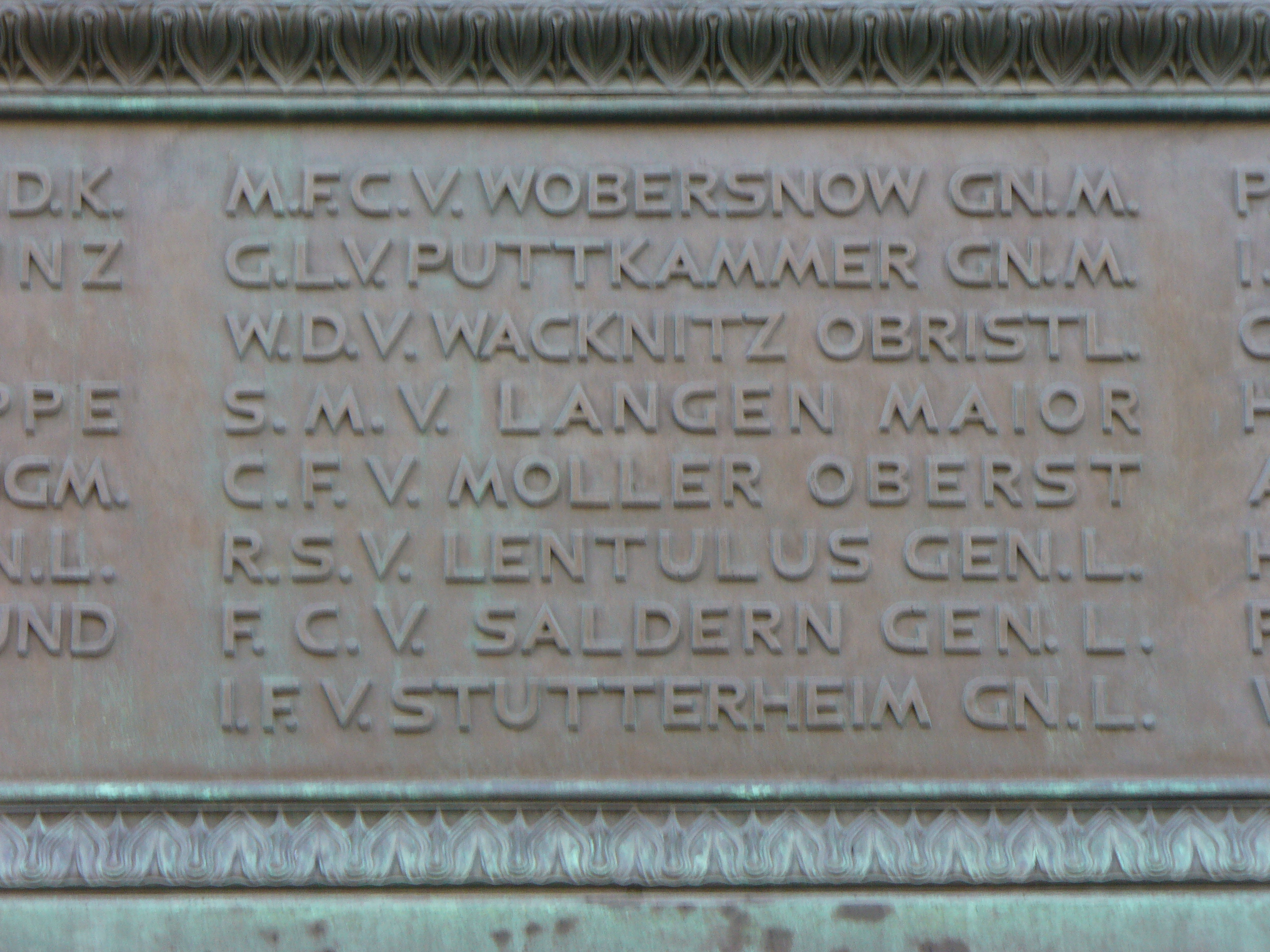
Georg Ludwig von Puttkamer (Puttkammer) auf dem Sockel des Reiterstandbilds

Puttkamer wurde zunächst von einem Hauslehrer unterrichtet und sollte im Anschluss das Gymnasium in Danzig besuchen. Er war dort mit einem befreundeten Vetter verabredet, den er aber nicht mehr antraf, weil dieser bereits an die Universität nach Königsberg verzogen war. Der sechzehnjährige Georg Ludwig machte sich nun seinerseits auf den Weg nach Königsberg, lernte aber unterwegs einen Rittmeister von Bandemer kennen, der ihn überredete, Offizier in der Preußischen Armee zu werden. Er kam zunächst zum Kürassier-Regiment Nr. 4. 1735 wurde er Kornet und ging zur Werbung nach Polen, dieses war sehr erfolgreich und so fiel er König Friedrich Wilhelm I. auf. 1740 unter dem neuen König Friedrich II. wurde er ältester Leutnant beim Husaren-Regiment Nr. 3 (Köhler).
Im August 1741 konnte er sich bei Kloster Leubus auszeichnen als das Regiment von den Österreichern angegriffen wurde.
Er flüchtete auf eine kleine Insel in der Oder, wo er aber von den Österreichern gefangen und nach Olmütz gebracht wurde. Er wurde ausgetauscht und zum Kommandeur einer Schwaderon ernannt. Mit diesem konnte er sich im Feldzug weiter bewähren.
1744 kämpfte er unter General von der Marwitz, Hautcharmoy und Nassau in Schlesien. Bei Plesse konnte er viele Gefangene machen sowie 300 Pferde und anderes Material erbeuten. 1745 kämpfte er unter Leopold von Anhalt-Dessau in Oberschlesien. Dabei trugen die Husaren die Hauptlast der Kämpfe. Unter General Winterfeld konnte Puttkamer ebenfalls viel Ruhm erwerben. Am 6. Februar 1745 vertrieb er die Panduren aus Torgau. Er war bei der Einnahme von Ratibor und im Gefecht bei Groß-Strelitz. Dann deckte er die Belagerung von Cosel. Dabei wurde er bei Oderberg durch einen Dragoner aus dem Regiment Lichtenstein im Gesicht an der Backe schwer verletzt. Während seiner Genesung wurde er zum Kommandanten von Troppau ernannt. Am 17. Oktober 1745 wurde er Major und stand am Ende des Feldzuges unter dem Kommando des General Nassau.
Während des nachfolgenden Friedens beschäftigte er sich mit der Ausbildung seiner Husaren. Das fiel auch dem König bei seinen Inspektionen auf. Am 26. August 1756 wurde er Oberstleutnant. Der König schickte indessen viele Kavallerie-Offiziere zu Puttkamer, um von ihm zu lernen. 1755 wurde er Oberst und Kommandeur des weißen Husaren-Regiments (später: „Puttkamer-Husaren“).
Mit Beginn des Siebenjährigen Krieges 1756 konnte er die Stadt Görlitz überrumpeln. 1757 kam er zur Armee des Herzogs von Bevern. Am 21. April 1757 konnte er sich im Gefecht bei Reichenberg auszeichnen. In der Schlacht bei Prag am 5. Mai kämpfte er am linken Flügel und verfolgte den Feind bis nach Gassawa. Am 18. Juni kämpfte er in der Schlacht bei Kolin. Am Ende des Jahres wurde er schwer krank, erholte sich aber wieder. So wurde er am Beginn des Jahres 1758 Generalmajor und erhielt eine Pension von 1500 Talern.
Zusammen mit dem General Wobersnow stieß er nach Polen vor, um dort russische Magazine zu vernichten. Am 12. August 1759 fiel er in der Schlacht von Kunersdorf. Seine Leiche wurde nach Küstrin gebracht und dort begraben.
Das Reiterstandbild Friedrichs des Großen in Berlin verzeichnete 1851 Generalmajor Putkamer als G. L. v. Puttkammer Gn. M. neben anderen für würdig geltenden Zeitgenossen des Königs in einer Inschrift auf dem Sockel.
Überliefert wurde allerdings auch die folgende Ermahnung des „Alten Fritz“ an Generalmajor von Puttkamer aus dem Jahre 1759:

„Er soll was gegen Naumburg und Bunzlau detachiren, um den Feind wegzujagen. Ob er meint, daß er mit 1500 Pferde dasteht, um sich in die Hosen zu kratzen? Er soll um sich greifen und nicht faulenzen.“

## Güterbesitz
In Oberschlesien hinterließ Puttkamer die beiden Güter Pawonken und Petrowice, über deren Verbleib nichts weiteres überliefert ist.